# HD174646
HD174646 — хімічно пекулярна зоря спектрального класу B9, що має видиму зоряну величину в смузі V приблизно  8,2.
Вона  розташована на відстані близько 1136,4 світлових років від Сонця.

## Пекулярний хімічний склад
Зоряна атмосфера HD174646 має підвищений вміст 
Si
.